# 大叶芸香
大叶芸香（学名：Haplophyllum perforatum），为芸香科拟芸香属下的一个种。